# Copa Mundial de Padbol 2016
El Mundial de Padbol Uruguay 2016 fue la tercera edición del torneo. Se desarrolló del 24 al 27 de noviembre de 2016 en el Campus Municipal de Maldonado (Uruguay). En la rama masculina participaron 16 parejas provenientes de 10 países. Se consagraron campeones del mundo los españoles Juanmi Hernández, Juanal Ramón y Migue Barceló tras ganar en la final a la pareja argentina conformada por Gonza Maidana y Tomi Labayen por 6-3, 4-6, 6-3.
Por primera vez se disputó la modalidad femenina, donde hubo parejas de cinco países. Las campeones fueron las rumanas Gherghel/Chiar tras un 4-6, 6-2, 6-1 ante las españolas Flores/Rodríguez.

## Organización
El torneo se realizó del 24 al 27 de noviembre de 2016.

### Sede

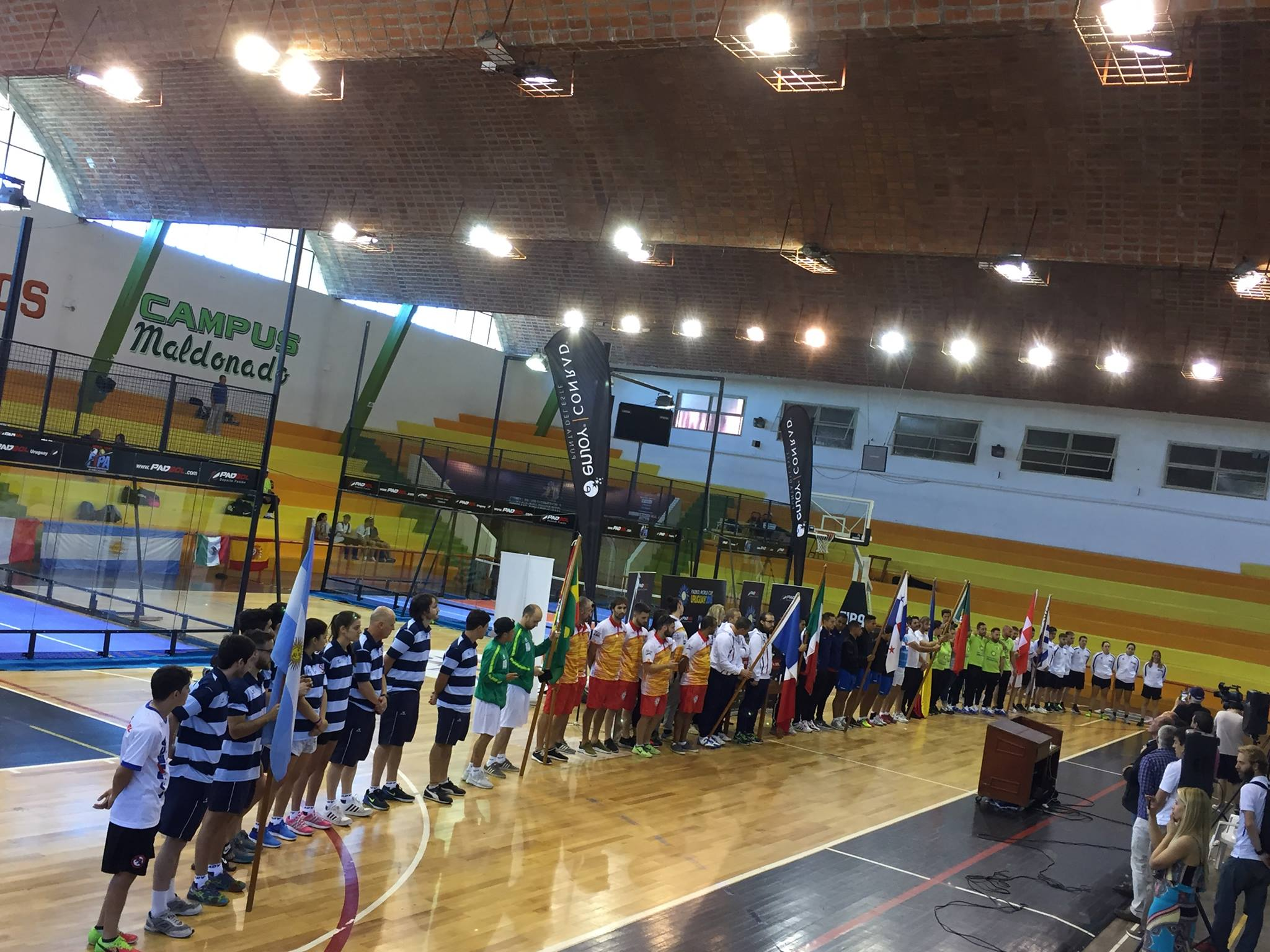
Ceremonia de apertura

La sede elegida fue el Campus Municipal de Maldonado, Punta del Este, Uruguay. El complejo deportivo cuenta con el Estadio Domingo Burgueño Miguel con capacidad para 22.000 personas, pileta olímpica, canchas de básquet, gimnasio, entre otras comodidades. El Mundial de Padbol contó con dos pistas bajo techo.

### Formato del torneo
En la modalidad masculina, el torneo constó de una Fase Inicial, con ocho parejas divididas en cuatro grupos, de las cuales clasificaron a la siguiente fase los mejores dos de cada uno. En cuartos de final los cruces fueron generados con el concepto: 1.º vs 8.º, 2.º vs 7.º, 3.º vs 6.º y 4.º vs 5.º según la tabla general de la fase de grupos. 
En el caso de las mujeres, en la Fase Inicial se disputó una liguilla de todos contra todos. A las semifinales accedieron las cuatro mejores parejas. 
Los partidos fueron al mejor de tres sets, y en caso de ser necesario un tiebreak.

### Arbitraje
Para este Mundial se contó con la presencia de un plantel de 8 árbitros. Cada partido tuvo dos, excepto en las finales donde hubo cuatro. El rol fue más activo que en anteriores competiciones internacionales para evitar errores o injusticias en el desarrollo de los partidos.

## Parejas participantes
| País              | Parejas                                                        | #                                |
| ----------------- | -------------------------------------------------------------- | -------------------------------- |
| Argentina 3 cupos | Maidana/Labayen Narbaitz/Vaioli Laxalde/Mengascini             | Argentina 1 Argentina 2 Femenino |
| Brasil 1 cupo     | Arretche/Echenique                                             | Brasil 1                         |
| España 3 cupos    | Ramón/Hernández/Barceló Rodríguez/Muñoz/Rondo Flores/Rodríguez | España 1 España 2 Femenino       |
| Francia 2 cupos   | Elhaick/Jecker Auge/Ortis                                      | Francia 1 Francia 2              |
| México 2 cupos    | Corro/Landa Peña/de León Jiménez                               | México 1 México 2                |
| Panamá 2 cupos    | Quintero/Vasquez de Mera/Bailey                                | Panamá 1 Femenino                |
| Portugal 1 cupo   | Clara/van Dijk                                                 | Portugal 1                       |
| Rumania 3 cupos   | Balaban/Gherghisan Gheorghe/Vasile/Nicusor Gherghel/Chiar      | Rumania 1 Rumania 2 Femenino     |
| Suiza 1 cupo      | Elsasser/Lopez                                                 | Suiza 1                          |
| Uruguay 3 cupos   | Bueno/Sanroman Álvarez/Pérez Álvez/Villar/Balbi                | Uruguay 1 Uruguay 2 Femenino     |

### Sorteo
El sorteo del Mundial se llevó a cabo el 3 de noviembre de 2016, en el Hotel Conrad de Punta del Este durante el lanzamiento oficial del torneo. Las 16 parejas masculinas se dividieron en cuatro bombos, con una para los cabezas de serie, elegidos según el rendimiento histórico de cada país.

## Torneo masculino
La competición constó primero de una fase de grupos y luego una Fase Eliminatoria

### Primera fase
- Leyenda: PJ: Partidos jugados; PG: Partidos ganados; PP: Partidos perdidos; SF: sets a favor; SC: sets en contra; GF: Games a favor; GC: Games en contra DS: Diferencia de sets.

#### Grupo A

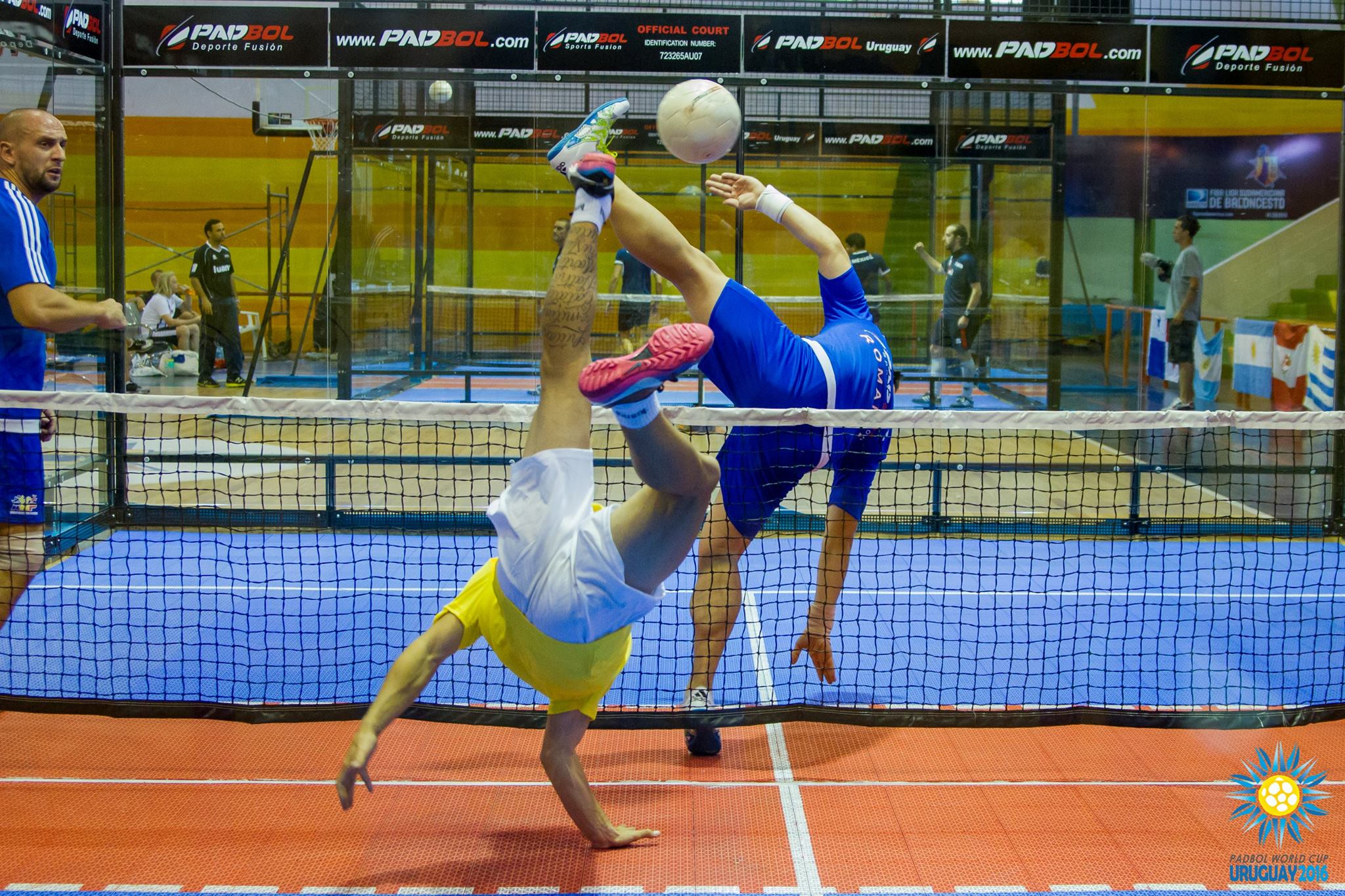
Brasil vs Rumania

| Equipo                | PJ | PG | PP | SF | SC | GF | GC | DS |
| --------------------- | -- | -- | -- | -- | -- | -- | -- | -- |
| Labayen/Maidana       | 3  | 3  | 0  | 6  | 0  | 37 | 8  | 6  |
| Rodríguez/Muñoz/Rondo | 3  | 2  | 1  | 4  | 2  | 31 | 14 | 2  |
| Balaban/Gherghisan    | 3  | 1  | 2  | 2  | 5  | 15 | 38 | -3 |
| Arretche/Echenique    | 3  | 0  | 3  | 1  | 6  | 21 | 33 | -5 |

| 24 de noviembre de 2016 | Labayen/Maidana | 6-2 7-5 | Rodríguez/Muñoz | Campus Municipal de Maldonado, Punta del Este |  |

| 24 de noviembre de 2016 | Balaban/Gherghisan | 2-6 6-3 7-5 | Arretche/Echenique | Campus Municipal de Maldonado, Punta del Este |  |

| 25 de noviembre de 2016 | Labayen/Maidana | 6-1 6-0 | Arretche/Echenique | Campus Municipal de Maldonado, Punta del Este |  |

| 25 de noviembre de 2016 | Rodríguez/Muñoz/Rondo | 6-0 6-0 | Balaban/Gherghisan | Campus Municipal de Maldonado, Punta del Este |  |

| 26 de noviembre de 2016 | Arretche/Echenique | 1-6 0-6 | Rodríguez/Muñoz/Rondo | Campus Municipal de Maldonado, Punta del Este |  |

| 26 de noviembre de 2016 | Labayen/Maidana | 6-0 6-0 | Balaban/Gherghisan | Campus Municipal de Maldonado, Punta del Este |  |

#### Grupo B

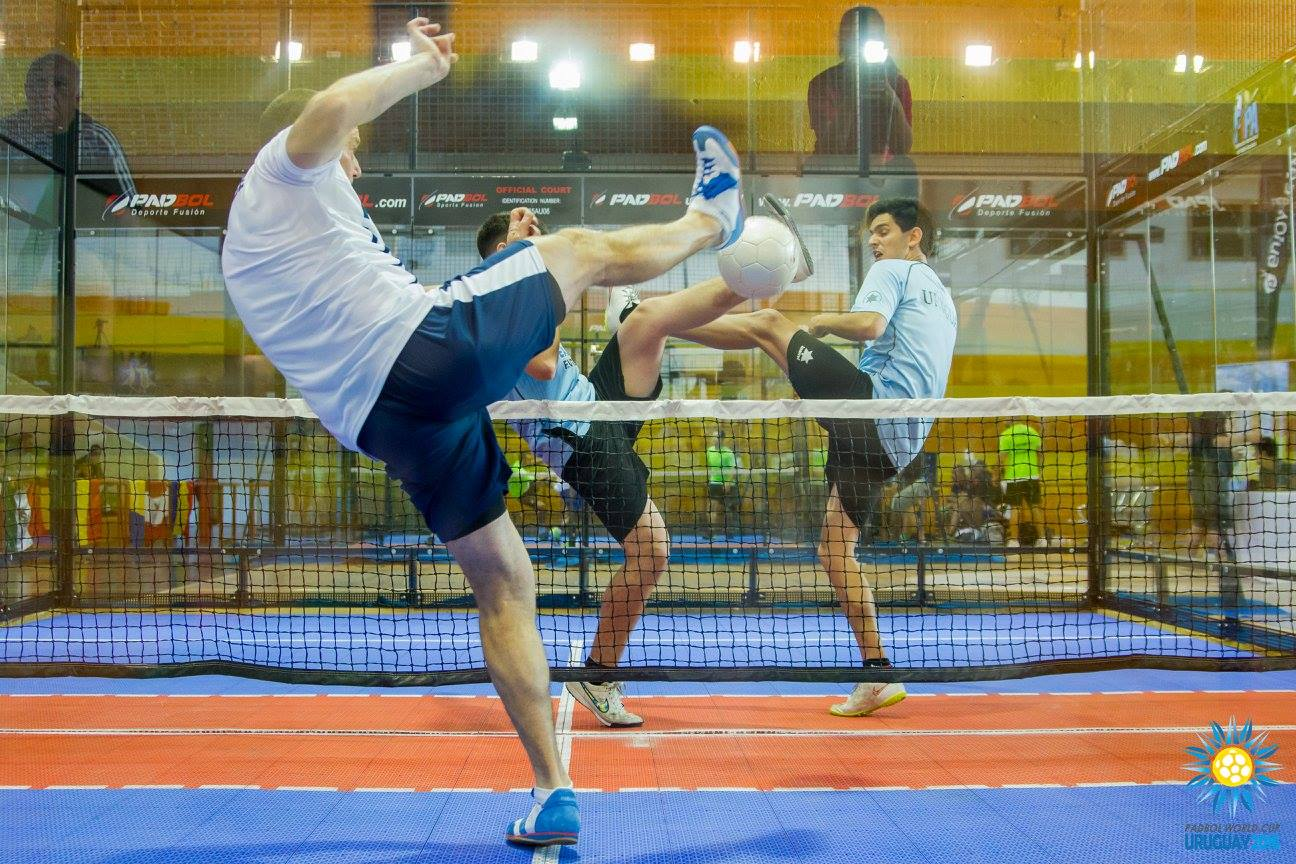
Volea francesa

| Equipo               | PJ | PG | PP | SF | SC | GF | GC | DS |
| -------------------- | -- | -- | -- | -- | -- | -- | -- | -- |
| Bueno/Sanroman       | 3  | 3  | 0  | 6  | 0  | 38 | 17 | 6  |
| Gheorghe/Vasile      | 3  | 2  | 1  | 4  | 3  | 34 | 35 | 1  |
| Peña/de León Jiménez | 3  | 1  | 2  | 2  | 4  | 21 | 34 | -2 |
| Elhaik/Jecker        | 3  | 0  | 3  | 1  | 6  | 38 | 45 | -5 |

| 24 de noviembre de 2016 | Bueno/Sanroman | 6-4 6-1 | Gheorghe/Vasile/Nicusor | Campus Municipal de Maldonado, Punta del Este |  |

| 24 de noviembre de 2016 | Peña/de León Jiménez | 7-5 7-5 | Elhaik/Jecker | Campus Municipal de Maldonado, Punta del Este |  |

| 25 de noviembre de 2016 | Bueno/Sanroman | 7-6 7-6 | Elhaik/Jecker | Campus Municipal de Maldonado, Punta del Este |  |

| 25 de noviembre de 2016 | Gheorghe/Vasile/Nicusor | 6-3 6-4 | Peña/de León Jiménez | Campus Municipal de Maldonado, Punta del Este |  |

| 26 de noviembre de 2016 | Gheorghe/Vasile/Nicusor | 7-6 4-6 6-4 | Elhaik/Jecker | Campus Municipal de Maldonado, Punta del Este |  |

| 26 de noviembre de 2016 | Bueno/Sanroman | 6-0 6-0 | Peña/de León Jiménez | Campus Municipal de Maldonado, Punta del Este |  |

#### Grupo C

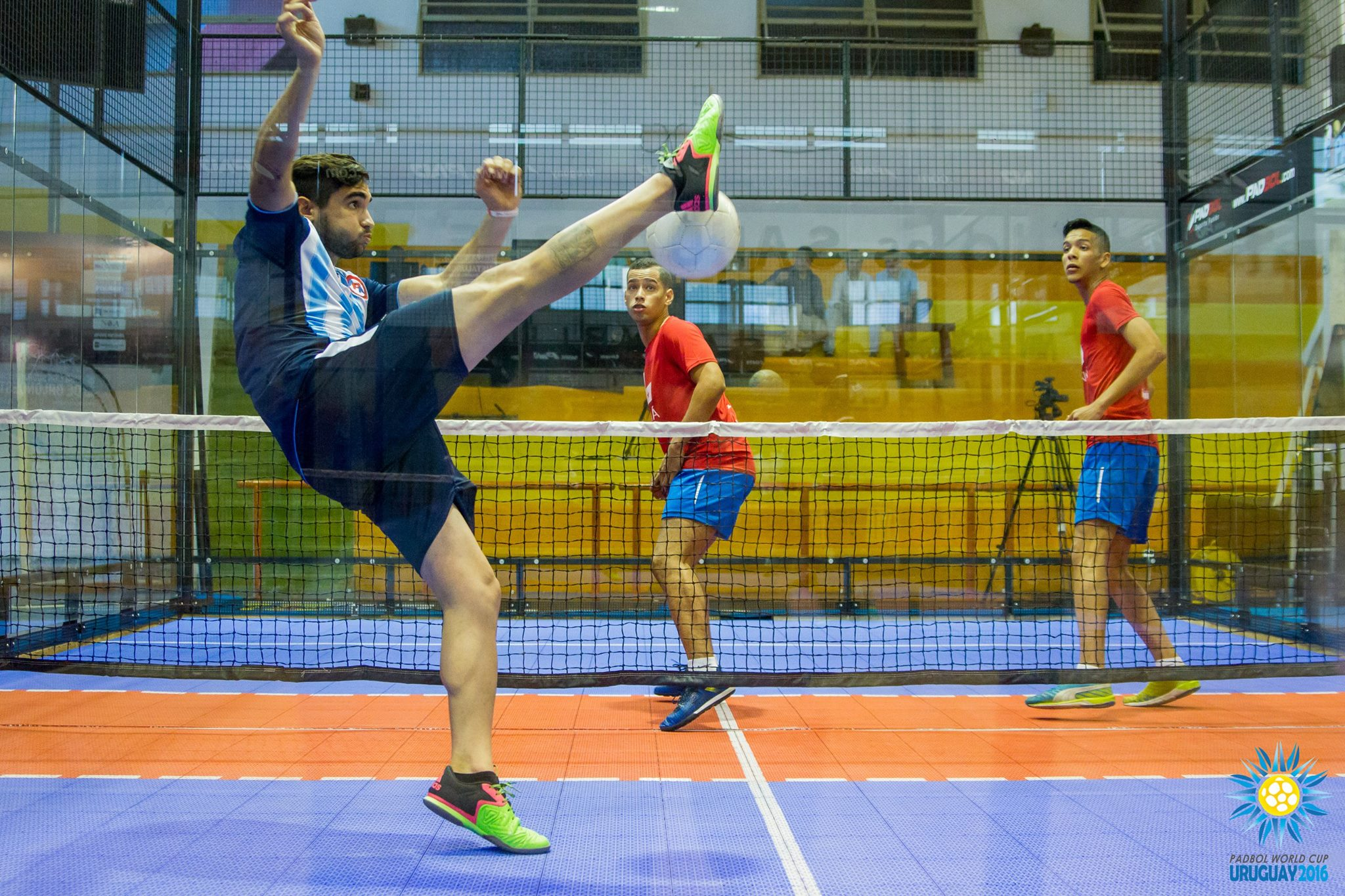
Volea de Lucas Vaioli contra Panamá

| Equipo           | PJ | PG | PP | SF | SC | GF | GC | DS |
| ---------------- | -- | -- | -- | -- | -- | -- | -- | -- |
| Narbaitz/Vaioli  | 3  | 3  | 0  | 6  | 0  | 37 | 11 | 6  |
| Clara/van Dijk   | 3  | 2  | 1  | 4  | 2  | 31 | 16 | 2  |
| Auge/Ortis       | 3  | 1  | 2  | 2  | 4  | 16 | 28 | -2 |
| Quintero/Vasquez | 3  | 0  | 3  | 0  | 6  | 7  | 36 | -6 |

| 24 de noviembre de 2016 | Narbaitz/Vaioli | 6-1 6-1 | Quintero/Vasquez | Campus Municipal de Maldonado, Punta del Este |  |

| 24 de noviembre de 2016 | Clara/van Dijk | 6-1 6-1 | Auge/Ortis | Campus Municipal de Maldonado, Punta del Este |  |

| 25 de noviembre de 2016 | Auge/Ortis | 6-2 6-2 | Quintero/Vasquez | Campus Municipal de Maldonado, Punta del Este |  |

| 25 de noviembre de 2016 | Narbaitz/Vaioli | 6-2 7-5 | Clara/van Dijk | Campus Municipal de Maldonado, Punta del Este |  |

| 26 de noviembre de 2016 | Narbaitz/Vaioli | 6-1 6-1 | Auge/Ortis | Campus Municipal de Maldonado, Punta del Este |  |

| 26 de noviembre de 2016 | Clara/van Dijk | 6-0 6-1 | Quintero/Vasquez | Campus Municipal de Maldonado, Punta del Este |  |

#### Grupo D

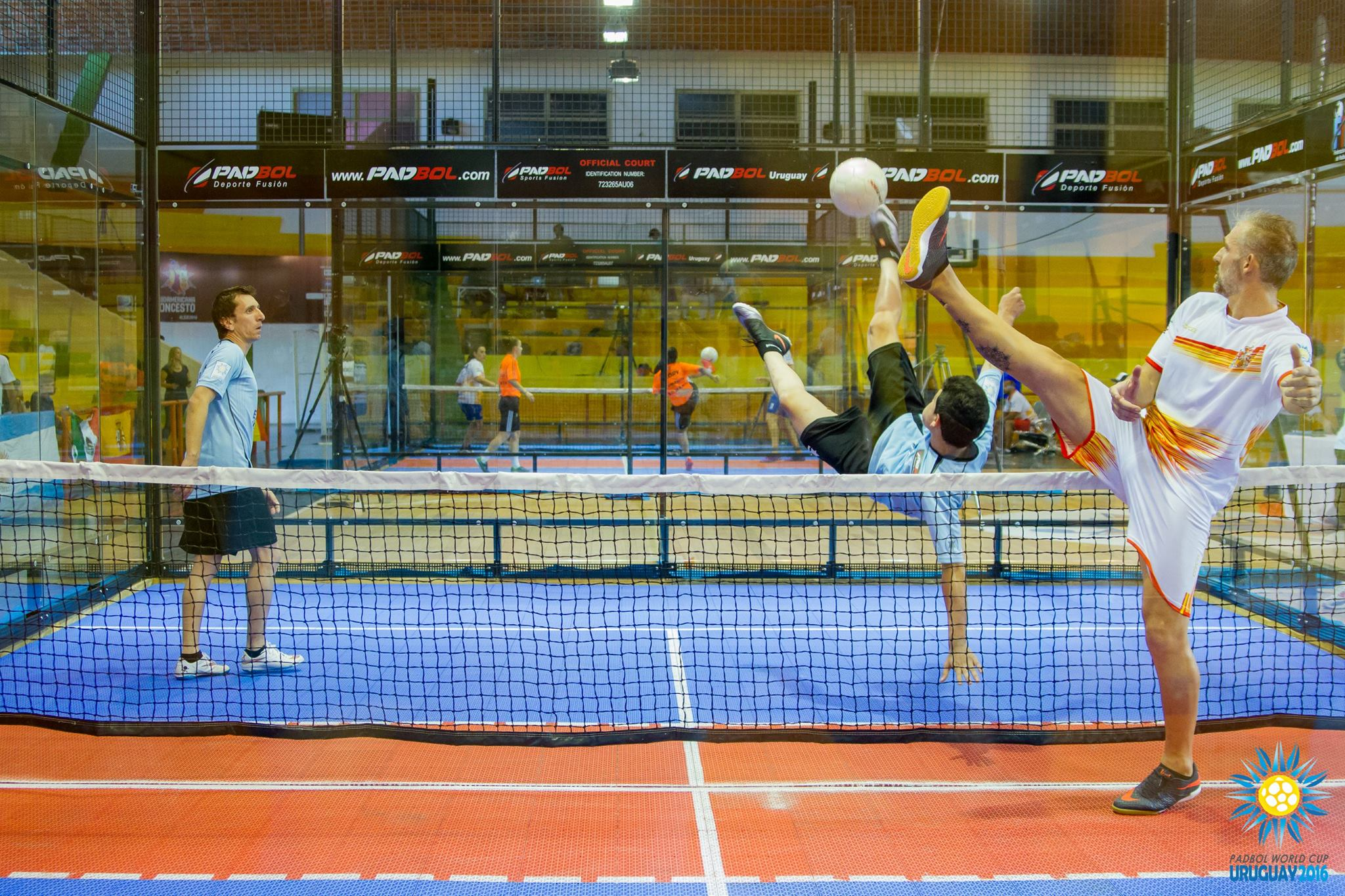
Chilena de Agustín Álvarez ante Juanal Ramón

| Equipo                  | PJ | PG | PP | SF | SC | GF | GC | DS |
| ----------------------- | -- | -- | -- | -- | -- | -- | -- | -- |
| Hernández/Ramón/Barceló | 3  | 3  | 0  | 6  | 0  | 36 | 5  | 6  |
| Alvarez/Pérez           | 3  | 2  | 1  | 4  | 2  | 27 | 16 | 2  |
| Corro/Landa             | 3  | 1  | 2  | 2  | 4  | 15 | 31 | -2 |
| Elsasser/Lopez          | 3  | 0  | 3  | 0  | 6  | 10 | 36 | -6 |

| 24 de noviembre de 2016 | Hernández/Ramón/Barceló | 6-1 6-2 | Álvarez/Pérez | Campus Municipal de Maldonado, Punta del Este |  |

| 24 de noviembre de 2016 | Elsasser/Lopez | 4-6 3-6 | Corro/Landa | Campus Municipal de Maldonado, Punta del Este |  |

| 25 de noviembre de 2016 | Hernández/Ramón/Barceló | 6-0 6-1 | Corro/Landa | Campus Municipal de Maldonado, Punta del Este |  |

| 25 de noviembre de 2016 | Álvarez/Pérez | 6-1 6-1 | Elsasser/Lopez | Campus Municipal de Maldonado, Punta del Este |  |

| 26 de noviembre de 2016 | Álvarez/Pérez | 6-2 6-0 | Corro/Landa | Campus Municipal de Maldonado, Punta del Este |  |

| 26 de noviembre de 2016 | Hernández/Ramón/Barceló | 6-0 6-1 | Elsasser/Lopez | Campus Municipal de Maldonado, Punta del Este |  |

### Segunda fase
Para la segunda fase se enfrentaron los primeros contra los segundos de grupo, según el rendimiento conseguido en esa primera instancia. Los cruces quedaron establecidos: 1.º (mejor primero) vs 8.º (peor segundo); 4.º vs 5.º; 3.º vs 6.º y 2.º vs 7.º.

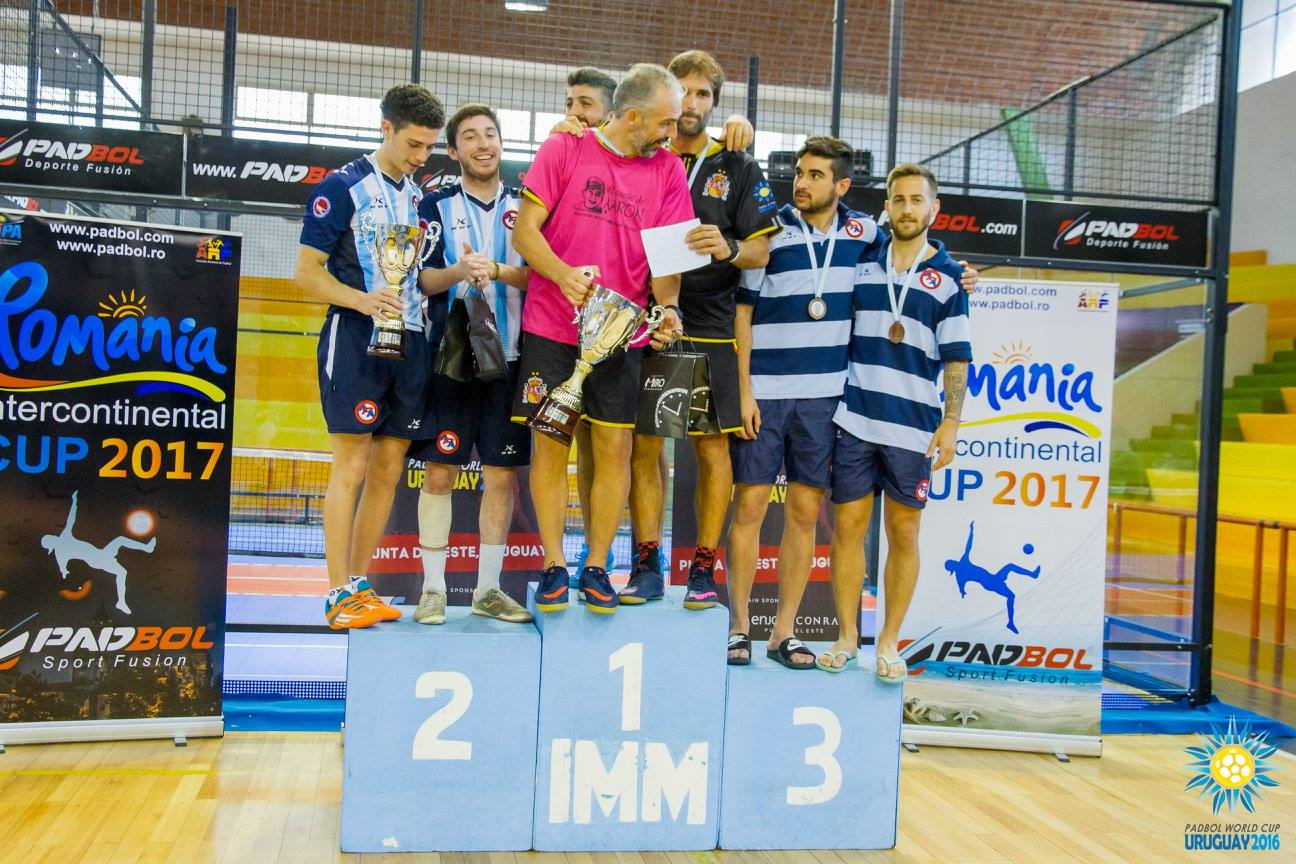
Podio masculino

|  | Cuartos de final | Cuartos de final        | Cuartos de final | Cuartos de final | Cuartos de final |                 |                 | Semifinales | Semifinales | Semifinales | Semifinales | Semifinales |                         |                         | Final | Final | Final | Final | Final |  |
|  |                  |                         |                  |                  |                  |                 |                 |             |             |             |             |             |                         |                         |       |       |       |       |       |  |
|  |                  |                         |                  |                  |                  |                 |                 |             |             |             |             |             |                         |                         |       |       |       |       |       |  |
|  | 1°               | Hernández/Ramón/Barceló | 7                | 7                |                  |                 |                 |             |             |             |             |             |                         |                         |       |       |       |       |       |  |
|  | 1°               | Hernández/Ramón/Barceló | 7                | 7                |                  |                 |                 |             |             |             |             |             |                         |                         |       |       |       |       |       |  |
|  | 8°               | Gheorghe/Vasile/Nicusor | 6                | 5                |                  |                 |                 |             |             |             |             |             |                         |                         |       |       |       |       |       |  |
|  | 8°               | Gheorghe/Vasile/Nicusor | 6                | 5                |                  | Hernández/Ramón | Hernández/Ramón | 6           | 6           | 7           |             |             |                         |                         |       |       |       |       |       |  |
|  |                  |                         |                  |                  |                  | Hernández/Ramón | Hernández/Ramón | 6           | 6           | 7           |             |             |                         |                         |       |       |       |       |       |  |
|  |                  |                         | Rodríguez/Muñoz  | Rodríguez/Muñoz  | 1                | 7               | 5               |             |             |             |             |             |                         |                         |       |       |       |       |       |  |
|  | 4°               | Bueno/Sanroman          | Rodríguez/Muñoz  | Rodríguez/Muñoz  | 1                | 7               | 5               | 6           | 4           |             |             |             |                         |                         |       |       |       |       |       |  |
|  | 4°               | Bueno/Sanroman          |                  |                  |                  |                 |                 |             |             |             |             |             |                         |                         |       |       |       |       |       |  |
|  | 5°               | Rodríguez/Muñoz         | 7                | 6                |                  |                 |                 |             |             |             |             |             |                         |                         |       |       |       |       |       |  |
|  | 5°               | Rodríguez/Muñoz         | 7                | 6                |                  |                 |                 |             |             |             |             |             | Hernández/Ramón/Barceló | Hernández/Ramón/Barceló | 6     | 4     | 6     |       |       |  |
|  |                  |                         |                  |                  |                  |                 |                 |             |             |             |             |             | Hernández/Ramón/Barceló | Hernández/Ramón/Barceló | 6     | 4     | 6     |       |       |  |
|  |                  |                         | Labayen/Maidana  | Labayen/Maidana  | 3                | 6               | 3               |             |             |             |             |             |                         |                         |       |       |       |       |       |  |
|  | 3°               | Narbaitz/Vaioli         | Labayen/Maidana  | Labayen/Maidana  | 3                | 6               | 3               | 7           | 7           |             |             |             |                         |                         |       |       |       |       |       |  |
|  | 3°               | Narbaitz/Vaioli         |                  |                  |                  |                 |                 |             |             |             |             |             |                         |                         |       |       |       |       |       |  |
|  | 6°               | Clara/van Dijk          | 5                | 5                |                  |                 |                 |             |             |             |             |             |                         |                         |       |       |       |       |       |  |
|  | 6°               | Clara/van Dijk          | 5                | 5                |                  | Narbaitz/Vaioli | Narbaitz/Vaioli | 0           | 3           |             |             |             |                         |                         |       |       |       |       |       |  |
|  |                  |                         |                  |                  |                  | Narbaitz/Vaioli | Narbaitz/Vaioli | 0           | 3           |             |             |             |                         |                         |       |       |       |       |       |  |
|  |                  |                         | Labayen/Maidana  | Labayen/Maidana  | 6                | 6               |                 |             |             |             |             |             |                         |                         |       |       |       |       |       |  |
|  | 2°               | Labayen/Maidana         | Labayen/Maidana  | Labayen/Maidana  | 6                | 6               | 6               | 6           | 6           |             |             |             |                         |                         |       |       |       |       |       |  |
|  | 2°               | Labayen/Maidana         |                  |                  |                  |                 |                 |             |             |             |             |             |                         |                         |       |       |       |       |       |  |
|  | 7°               | Álvarez/Pérez           | 3                | 7                | 1                |                 |                 |             |             |             |             |             |                         |                         |       |       |       |       |       |  |
|  | 7°               | Álvarez/Pérez           | 3                | 7                | 1                |                 |                 |             |             |             |             |             |                         |                         |       |       |       |       |       |  |
|  |                  |                         |                  |                  |                  |                 |                 |             |             |             |             |             |                         |                         |       |       |       |       |       |  |

#### Cuartos de final
| 26 de noviembre de 2016 | Hernández/Ramón/Barceló | 7-6 7-5 | Gheorghe/Vasile/Nicusor | Campus Municipal de Maldonado, Punta del Este |  |

| 26 de noviembre de 2016 | Bueno/Sanroman | 6-7 4-6 | Rodríguez/Muñoz | Campus Municipal de Maldonado, Punta del Este |  |

| 26 de noviembre de 2016 | Narbaitz/Vaioli | 7-5 7-5 | Clara/van Dijk | Campus Municipal de Maldonado, Punta del Este |  |

| 26 de noviembre de 2016 | Labayen/Maidana | 6-3 6-7 6-1 | Álvarez/Pérez | Campus Municipal de Maldonado, Punta del Este |  |

#### Semifinales
| 27 de noviembre de 2016 | Hernández/Ramón | 6-1 6-7 7-5 | Rodríguez/Muñoz | Campus Municipal de Maldonado, Punta del Este |  |

| 27 de noviembre de 2016 | Narbaitz/Vaioli | 0-6 3-6 | Labayen/Maidana | Campus Municipal de Maldonado, Punta del Este |  |

#### Tercer y Cuarto puesto
| 27 de noviembre de 2016 | Rodríguez/Muñoz | 4-6 5-7 | Narbaitz/Vaioli | Campus Municipal de Maldonado, Punta del Este |  |

#### Final
| 27 de noviembre de 2016 | Hernández/Ramón/Barceló | 6-3 4-6 6-3 | Labayen/Maidana | Campus Municipal de Maldonado, Punta del Este |  |

## Torneo femenino
La competición constó primero de una fase de grupos con formato todos contra todos y luego una Fase Eliminatoria entre las cuatro parejas clasificadas de la primera fase

### Primera fase
- Leyenda: PJ: Partidos jugados; PG: Partidos ganados; PP: Partidos perdidos; SF: sets a favor; SC: sets en contra; GF: Games a favor; GC: Games en contra DS: Diferencia de sets.

#### Grupo

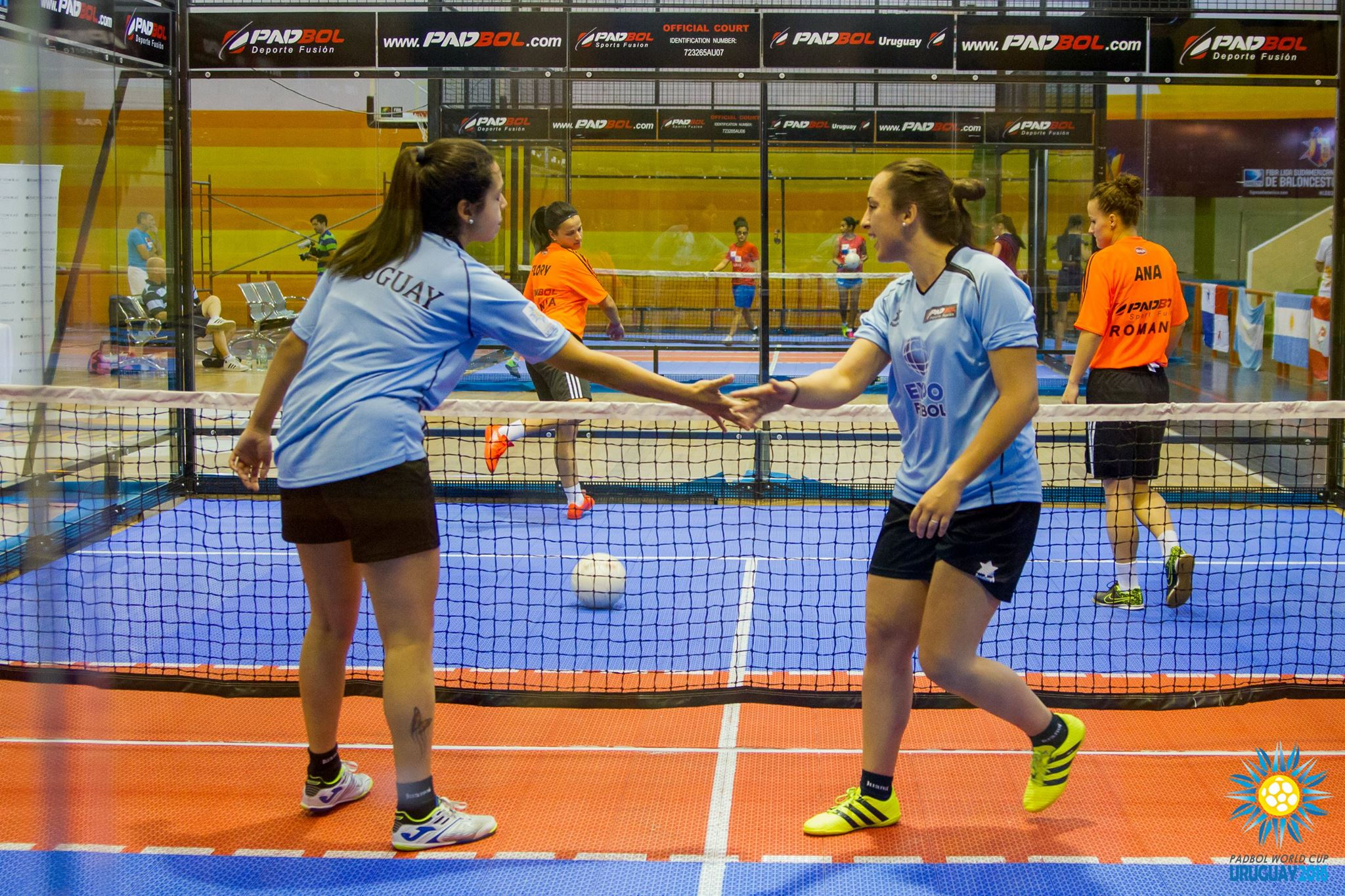
Las locales contra las campeonas

| Equipo             | PJ | PG | PP | SF | SC | GF | GC | DS |
| ------------------ | -- | -- | -- | -- | -- | -- | -- | -- |
| Gherghel/Chiar     | 4  | 4  | 0  | 8  | 1  | 53 | 21 | 7  |
| Flores/Rodríguez   | 4  | 3  | 1  | 6  | 2  | 46 | 17 | 4  |
| Álvez/Villar/Balbi | 4  | 2  | 2  | 5  | 4  | 37 | 33 | 1  |
| Laxalde/Mengascini | 4  | 1  | 3  | 2  | 6  | 18 | 39 | -4 |
| De Mera/Bailey     | 4  | 0  | 4  | 0  | 8  | 4  | 48 | -8 |

| 24 de noviembre de 2016               | Laxalde/Mengascini | 6-2 6-1 | De Mera/Bailey | Campus Municipal de Maldonado, Punta del Este |  |
| Primer partido internacional femenino |                    |         |                |                                               |  |

| 24 de noviembre de 2016 | Gherghel/Chiar | 6-3 4-6 6-2 | Álvez/Villar | Campus Municipal de Maldonado, Punta del Este |  |

| 24 de noviembre de 2016 | Gherghel/Chiar | 7-6 6-4 | Flores/Rodríguez | Campus Municipal de Maldonado, Punta del Este |  |

| 24 de noviembre de 2016 | Álvez/Villar | 6-1 6-4 | Laxalde/Mengascini | Campus Municipal de Maldonado, Punta del Este |  |

| 25 de noviembre de 2016 | Gherghel/Chiar | 6-0 6-0 | Laxalde/Mengascini | Campus Municipal de Maldonado, Punta del Este |  |

| 25 de noviembre de 2016 | De Mera/Bailey | 0-6 1-6 | Flores/Rodríguez | Campus Municipal de Maldonado, Punta del Este |  |

| 25 de noviembre de 2016 | Álvez/Villar/Balbi | 6-0 6-0 | De Mera/Bailey | Campus Municipal de Maldonado, Punta del Este |  |

| 25 de noviembre de 2016 | Flores/Rodríguez | 6-0 6-1 | Laxalde/Mengascini | Campus Municipal de Maldonado, Punta del Este |  |

| 26 de noviembre de 2016 | Álvez/Villar | 2-6 0-6 | Flores/Rodríguez | Campus Municipal de Maldonado, Punta del Este |  |

| 26 de noviembre de 2016 | Gherghel/Chiar | 6-0 6-0 | De Mera/Bailey | Campus Municipal de Maldonado, Punta del Este |  |

### Segunda fase
Para la segunda fase se clasificaron a semifinales las cuatro mejores parejas de la fase de grupos, enfrentándose la mejor clasificada contra la cuarta, y la segunda contra la tercera. 

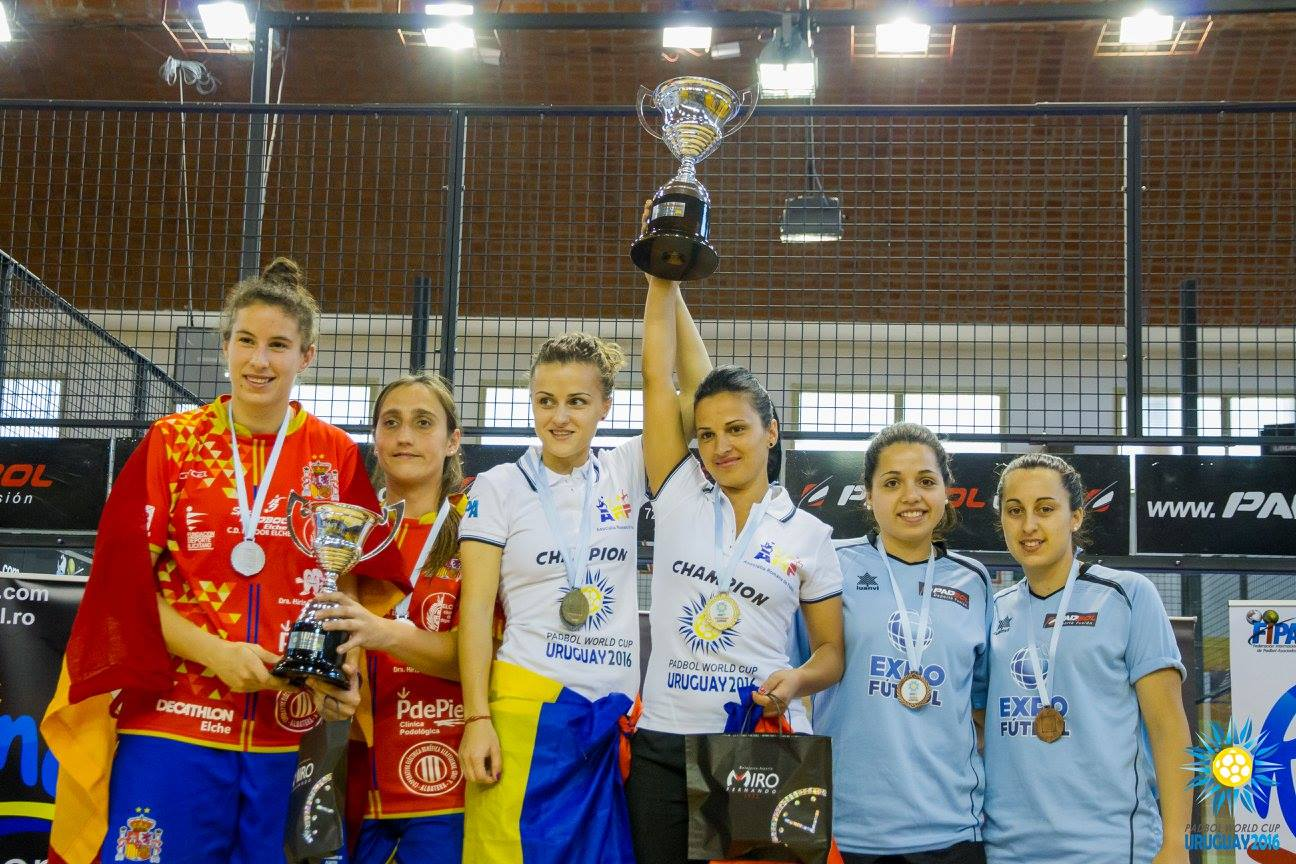
Podio femenino

|  | Semifinales | Semifinales        | Semifinales | Semifinales      | Semifinales |   |                | Final | Final | Final | Final | Final |  |
|  |             |                    |             |                  |             |   |                |       |       |       |       |       |  |
|  |             |                    |             |                  |             |   |                |       |       |       |       |       |  |
|  | 1           | Gherghel/Chier     | 6           | 6                |             |   |                |       |       |       |       |       |  |
|  | 1           | Gherghel/Chier     | 6           | 6                |             |   |                |       |       |       |       |       |  |
|  | 4           | Laxalde/Mengascini | 0           | 0                |             |   |                |       |       |       |       |       |  |
|  | 4           | Laxalde/Mengascini | 0           | 0                |             | 1 | Gherghel/Chier | 4     | 6     | 6     |       |       |  |
|  |             |                    |             |                  |             | 1 | Gherghel/Chier | 4     | 6     | 6     |       |       |  |
|  |             |                    | 2           | Flores/Rodríguez | 6           | 2 | 1              |       |       |       |       |       |  |
|  | 3           | Álvez/Villar       | 2           | Flores/Rodríguez | 6           | 2 | 1              | 0     | 4     |       |       |       |  |
|  | 3           | Álvez/Villar       |             |                  |             |   |                | 0     | 4     |       |       |       |  |
|  | 2           | Flores/Rodríguez   | 6           | 6                |             |   |                |       |       |       |       |       |  |
|  | 2           | Flores/Rodríguez   | 6           | 6                |             |   |                |       |       |       |       |       |  |
|  |             |                    |             |                  |             |   |                |       |       |       |       |       |  |

#### Semifinales
| 26 de noviembre de 2016 | Gherghel/Chiar | 6-0 6-0 | Laxalde/Mengascini | Campus Municipal de Maldonado, Punta del Este |  |

| 26 de noviembre de 2016 | Flores/Rodríguez | 6-0 6-4 | Álvez/Villar | Campus Municipal de Maldonado, Punta del Este |  |

#### Tercer y Cuarto puesto
| 27 de noviembre de 2016 | Laxalde/Mengascini | 0-6 1-6 | Álvez/Villar | Campus Municipal de Maldonado, Punta del Este |  |

#### Final
| 27 de noviembre de 2016                   | Gherghel/Chiar | 4-6 6-2 6-1 | Flores/Rodríguez | Campus Municipal de Maldonado, Punta del Este |  |
| Rumania primer campeón del mundo femenino |                |             |                  |                                               |  |

## Estadísticas

### Posiciones del torneo masculino

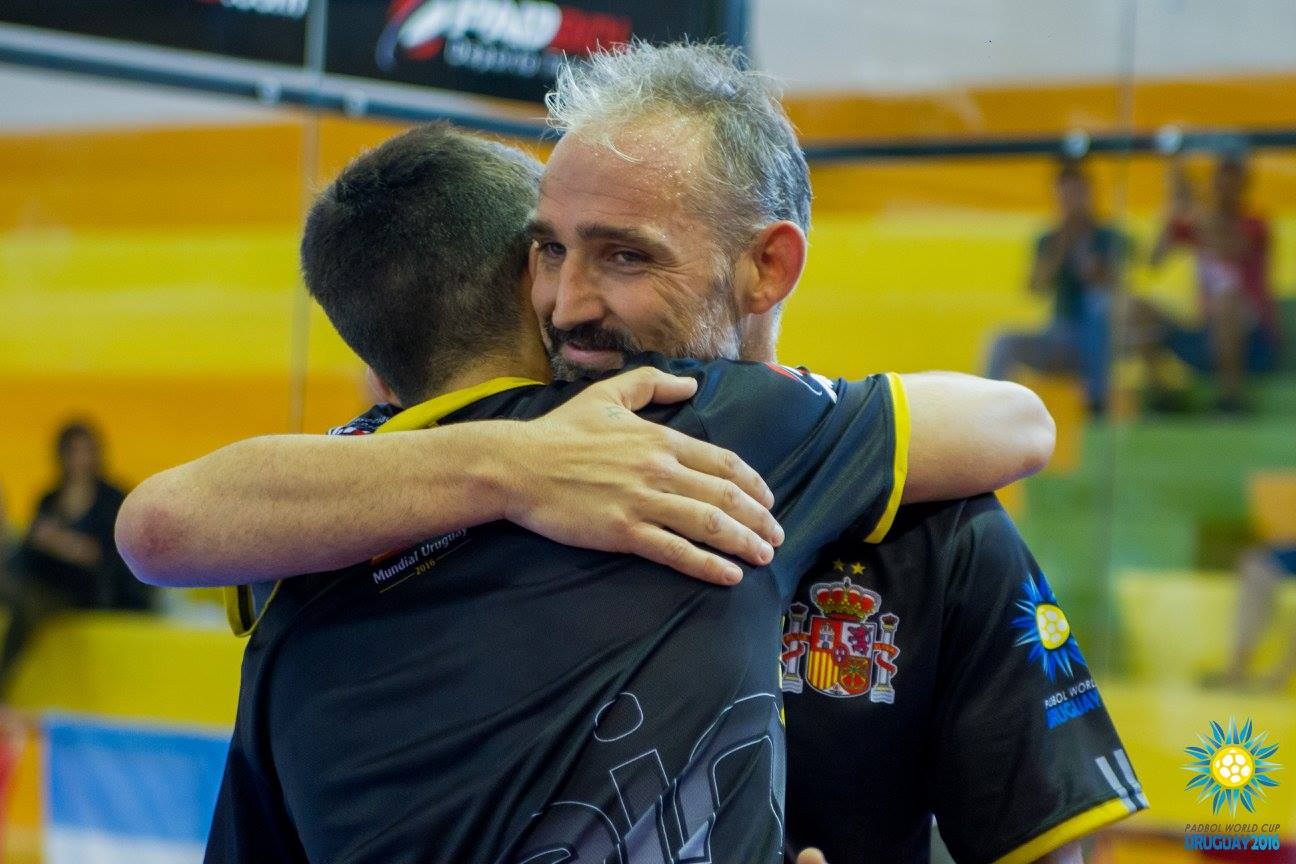
Los bicampeones del mundo Hernández y Ramón

| Equipo | Equipo                  | PJ | PG | PP | SF | SC | GF | GC | DS  | DG  |
| ------ | ----------------------- | -- | -- | -- | -- | -- | -- | -- | --- | --- |
| 1      | Ramón/Hernández/Barceló | 6  | 6  | 0  | 12 | 2  | 85 | 41 | +10 | +44 |
| 2      | Labayen/Maidana         | 6  | 5  | 1  | 11 | 3  | 79 | 38 | +8  | +41 |
| 3      | Narbaitz/Vaioli         | 6  | 5  | 1  | 10 | 2  | 67 | 42 | +8  | +25 |
| 4      | Rodríguez/Muñoz/Rondo   | 6  | 3  | 3  | 7  | 6  | 66 | 56 | +1  | +10 |
| 5      | Bueno/Sanroman          | 4  | 3  | 1  | 6  | 2  | 48 | 30 | +4  | +18 |
| 6      | Álvarez/Pérez           | 4  | 2  | 2  | 5  | 4  | 38 | 34 | +1  | +4  |
| 7      | Clara/van Dijk          | 4  | 2  | 2  | 4  | 4  | 41 | 28 | 0   | +13 |
| 8      | Gheorghe/Vasile/Nicusor | 4  | 2  | 2  | 4  | 5  | 45 | 49 | -1  | -4  |

### Posiciones del torneo femenino
| Equipo | Equipo             | PJ | PG | PP | SF | SC | GF | GC | DS  | DG  |
| ------ | ------------------ | -- | -- | -- | -- | -- | -- | -- | --- | --- |
| 1      | Gherghel/Chiar     | 6  | 6  | 0  | 12 | 1  | 81 | 30 | +11 | +51 |
| 2      | Flores/Rodríguez   | 6  | 4  | 2  | 9  | 4  | 67 | 37 | +5  | +30 |
| 3      | Álvez/Villar/Balbi | 6  | 3  | 3  | 7  | 6  | 53 | 46 | +1  | +7  |
| 4      | Laxalde/Mengascini | 6  | 1  | 5  | 2  | 10 | 19 | 63 | -8  | -44 |
| 5      | De Mera/Bailey     | 4  | 0  | 4  | 0  | 8  | 4  | 48 | -8  | -44 |

## Premios

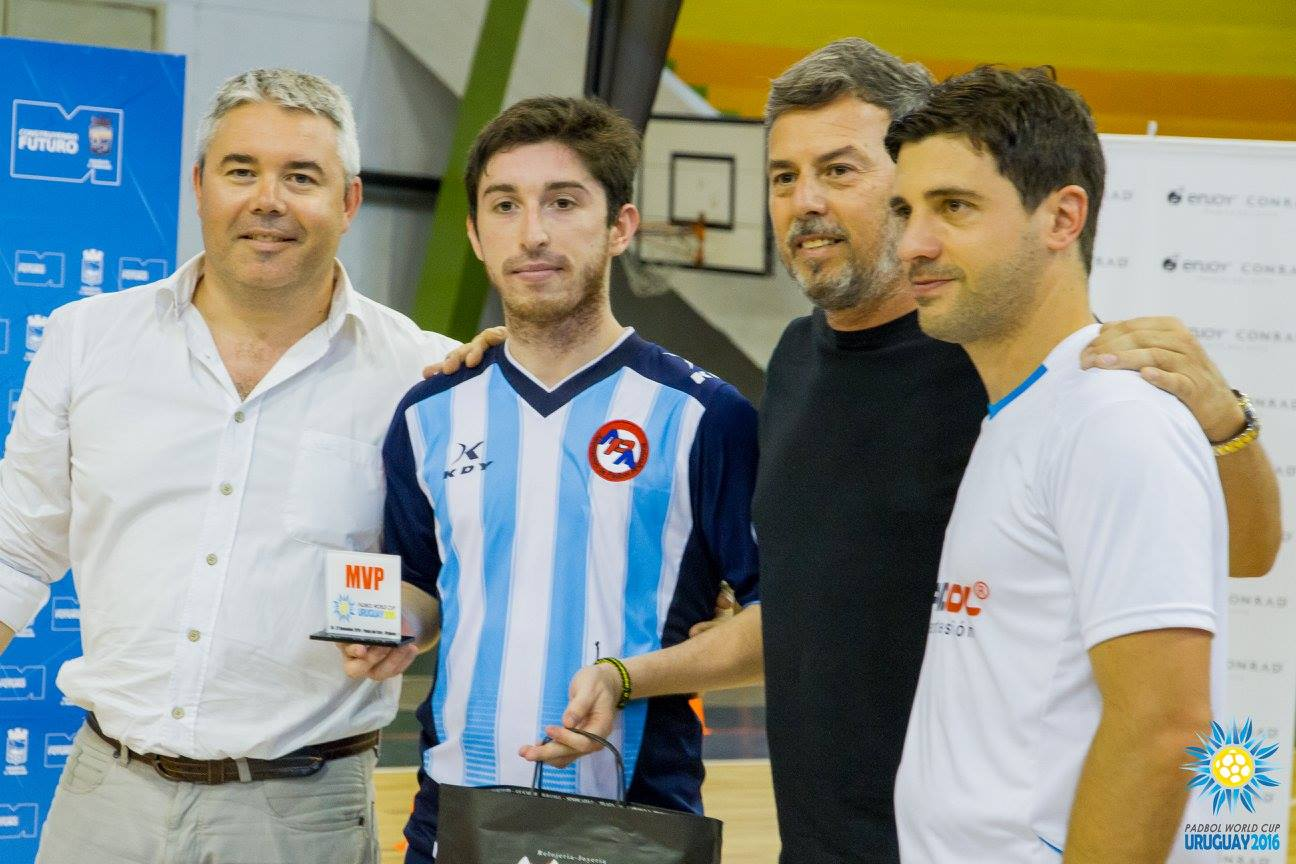
Gonzalo Maidana, MVP del Mundial 2016

Los premios y reconocimientos fueron elegidos por un representante de cada delegación. En las categorías a mejor jugador (masculino y femenino) debían votar un podio, otorgándoles 5 puntos al mejor, 3 al segundo y 1 al tercero elegido. En el caso de la revelación del torneo sólo se entregó a los hombres, y había que optar por un solo candidato.

### Mejor jugador del torneo
| Jugador            | Paìs      | Votos |
| ------------------ | --------- | ----- |
| Gonzalo Maidana    | Argentina | 22    |
| Juan Alberto Ramón | España    | 21    |
| José Rodríguez     | España    | 12    |

### Mejor jugadora del torneo

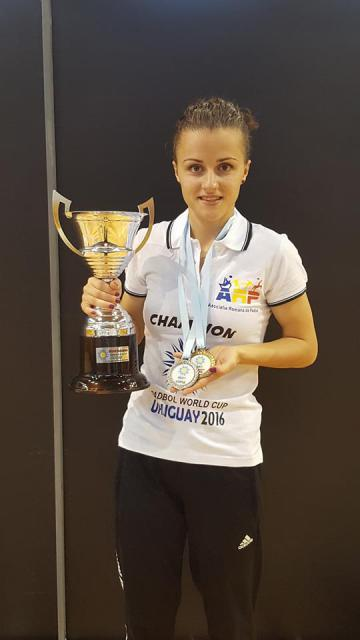
Anemaria Gherghel MVP 2016

| Jugador           | Paìs    | Votos |
| ----------------- | ------- | ----- |
| Anemaria Gherghel | Rumania | 39    |
| Patricia Flores   | España  | 14    |
| Flory Chiar       | Rumania | 11    |

### Revelación del torneo
| Jugador         | Paìs    | Votos |
| --------------- | ------- | ----- |
| Agustín Álvarez | Uruguay | 6     |
|                 |         |       |
|                 |         |       |

## Medios

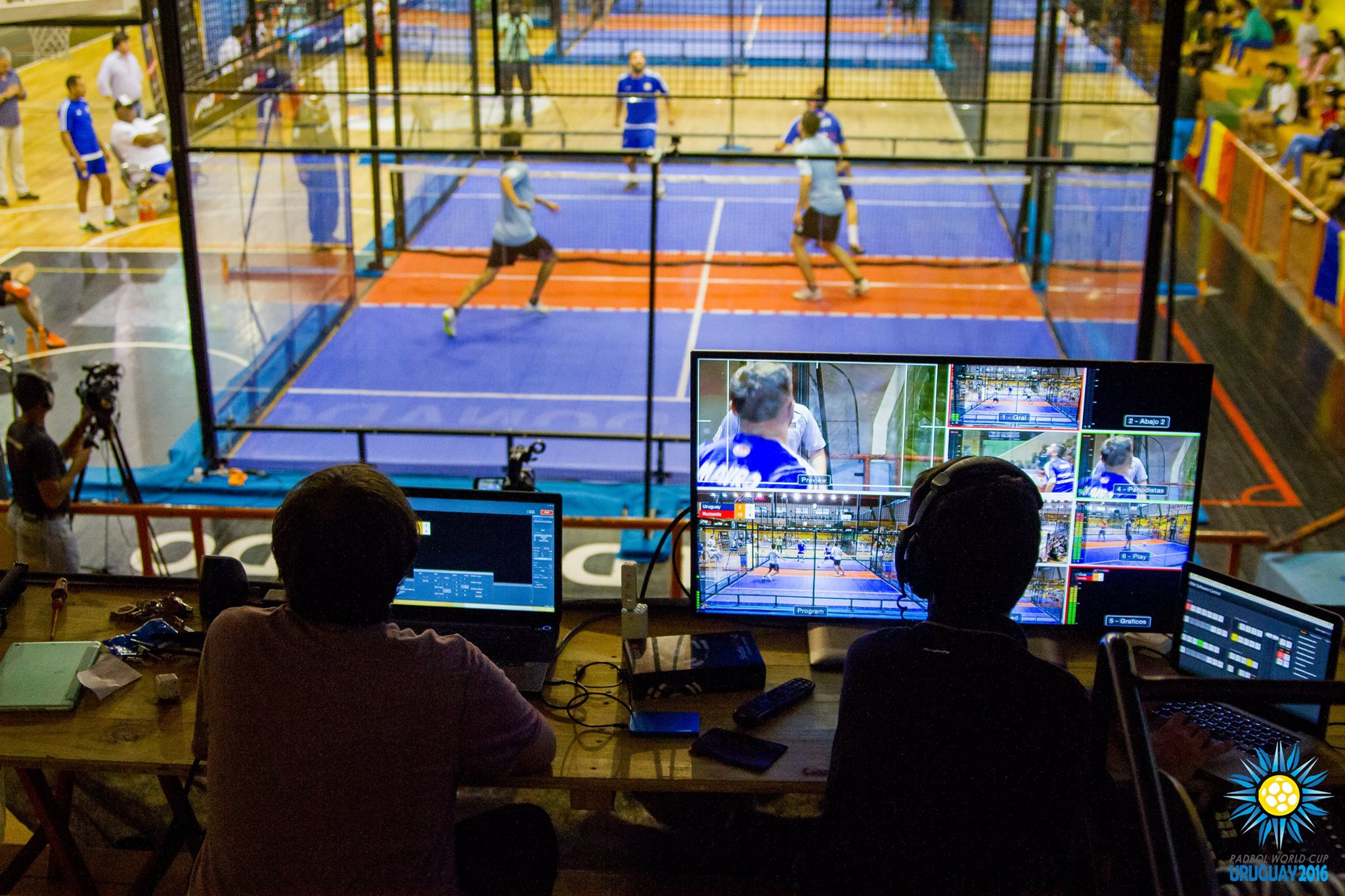
La TV presente en el Mundial 2016

Por primera vez en un torneo internacional, el Mundial se transmitió en vivo en canal abierto. El encargado de emitir los partidos fue VTV, señal líder de la televisión para abonados en Uruguay, presente en más de 700.000 hogares.
Se transmitieron en vivo en las distintas señales de VTV, y en las aplicaciones para dispositivos móviles donde se pudo ver en todo el mundo, un total de 20 partidos completos, entre las modalidades masculino y femenino, completando más de 15 horas de transmisión del Padbol en vivo, con diversas cámaras y un grupo de comentaristas y reportajes.
La prensa gráfica internacional también se hizo eco de la competición